# El precio de un hombre (telenovela)
El precio de un hombre é uma telenovela mexicana, produzida pela Teleprogramas Acapulco, SA e exibida em 1970 pelo El Canal de las Estrellas.

## Elenco
- Guillermo Aguilar
- Augusto Benedico
- Carlos Bracho
- Mario Cid
- Carmen Cortés